# 明石城

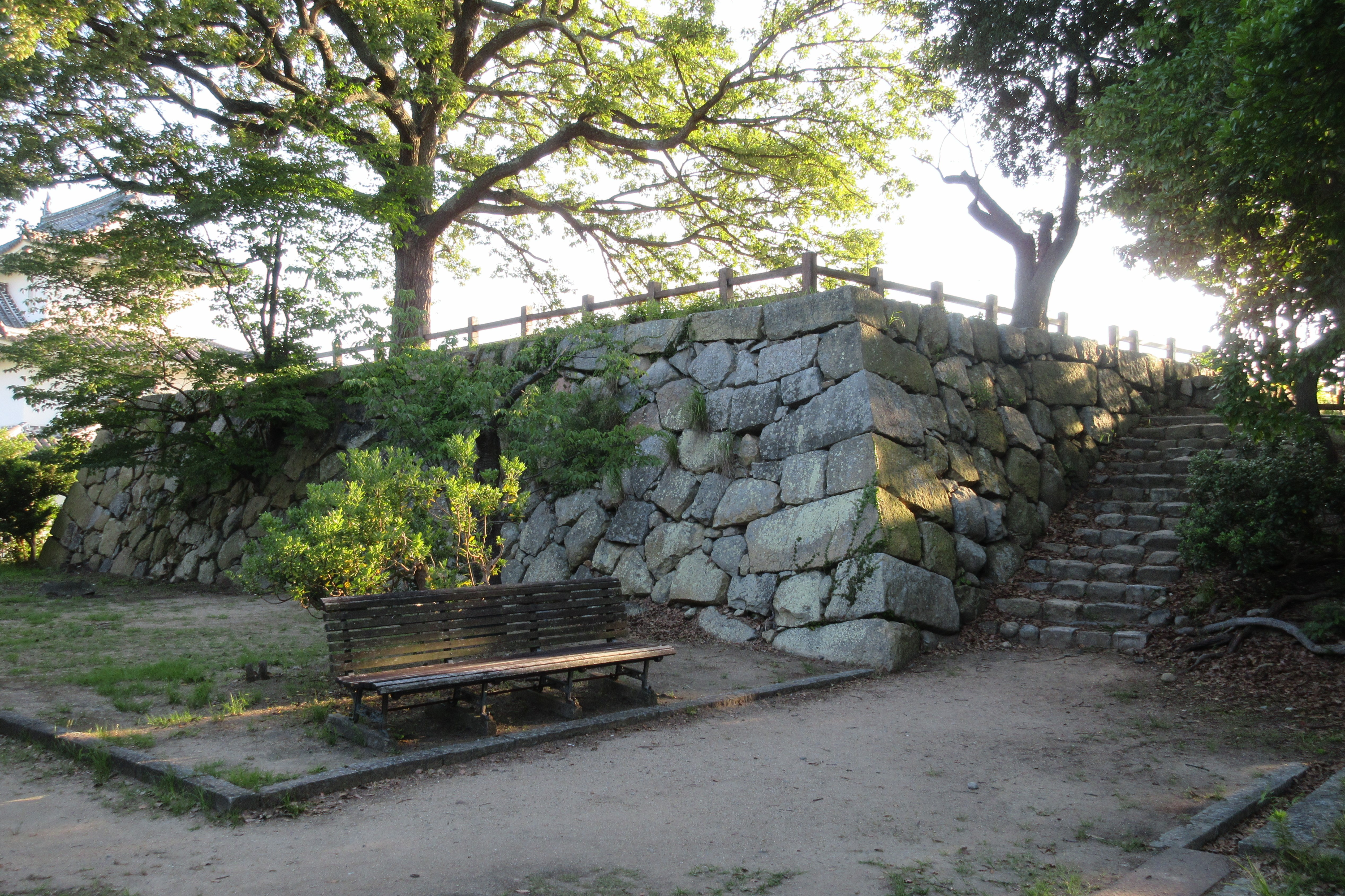
城の天守台

明石城（あかしじょう）は、兵庫県明石市明石公園にあった日本の城。旧明石藩の政庁と藩主の居所が置かれた。別名喜春城（きはるじょう、きしゅん-）、錦江城（きんこうじょう）とも呼ばれる。

## 概要
JR明石駅北側に位置し、駅ホームより間近に望める。縄張りは連郭梯郭混合式の平山城である。丘陵舌端に築かれ、本丸付近は柿本人麻呂を祀った人丸塚があったと言われており、この地は嘉吉の乱で激戦地となった。
明石の地は、山陽道が通り、北には丹波国、但馬国への道が分かれ、淡路島、四国のルートがあり、古来より交通の要衝であった。徳川幕府が西国の外様大名の抑えの城として、姫路城についで着目した。
現在中堀の内側は兵庫県立明石公園として整備され、日本さくら名所100選に指定されている。櫓や石垣は1995年（平成7年）の阪神・淡路大震災で被害を受けたが全面修復された。

## 沿革

### 江戸時代
1617年（元和3年）信濃松本藩主より明石藩主となった小笠原忠真は、明石城の西方、明石川河口西岸にあった船上城に入城した。譜代大名たる小笠原氏10万石の居城として城郭を建設するよう、同年に第2代・将軍徳川秀忠より築城命令された。この時の様子を『本田家記』によると、

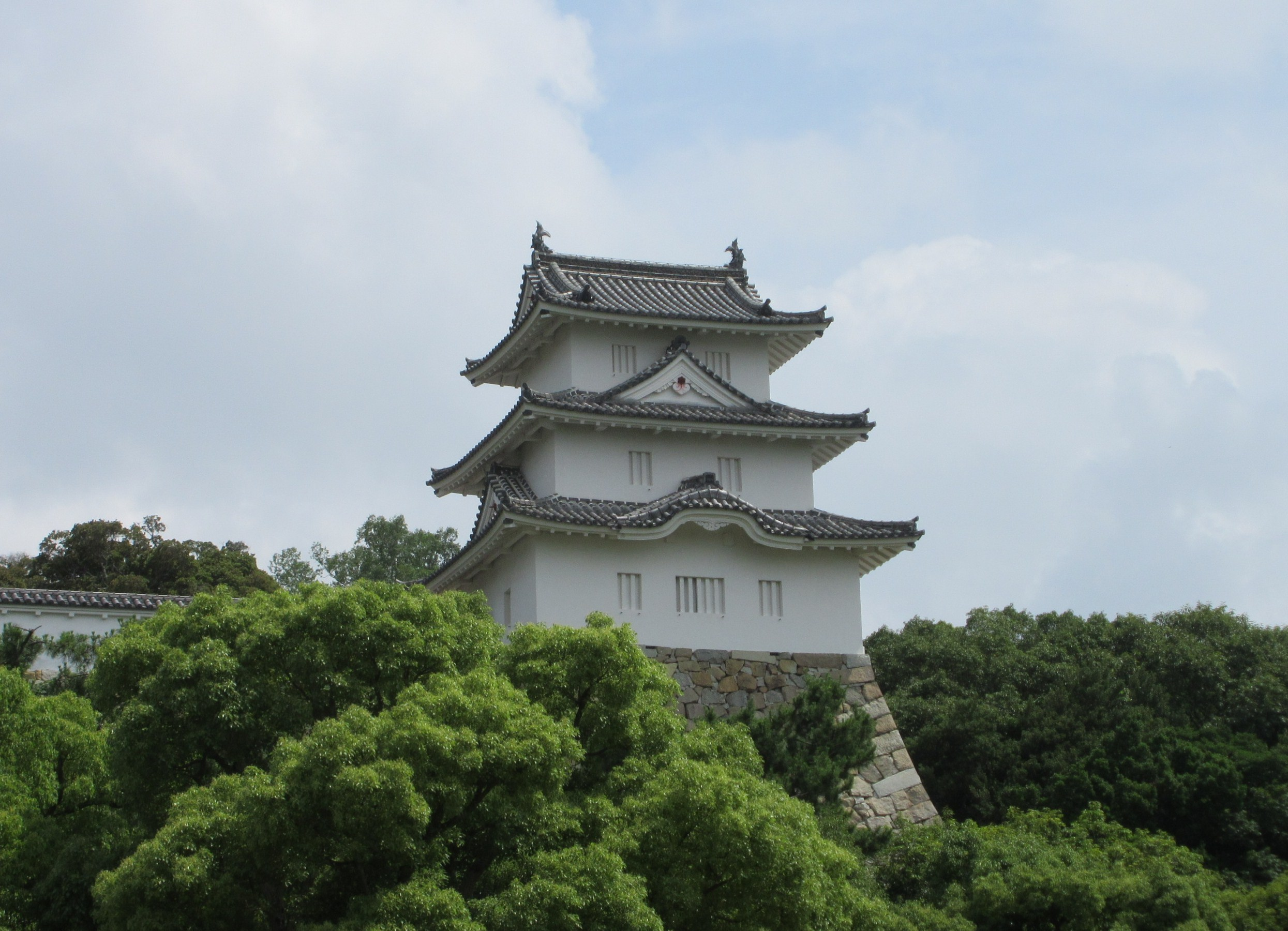
船上城からの移築とされる巽櫓

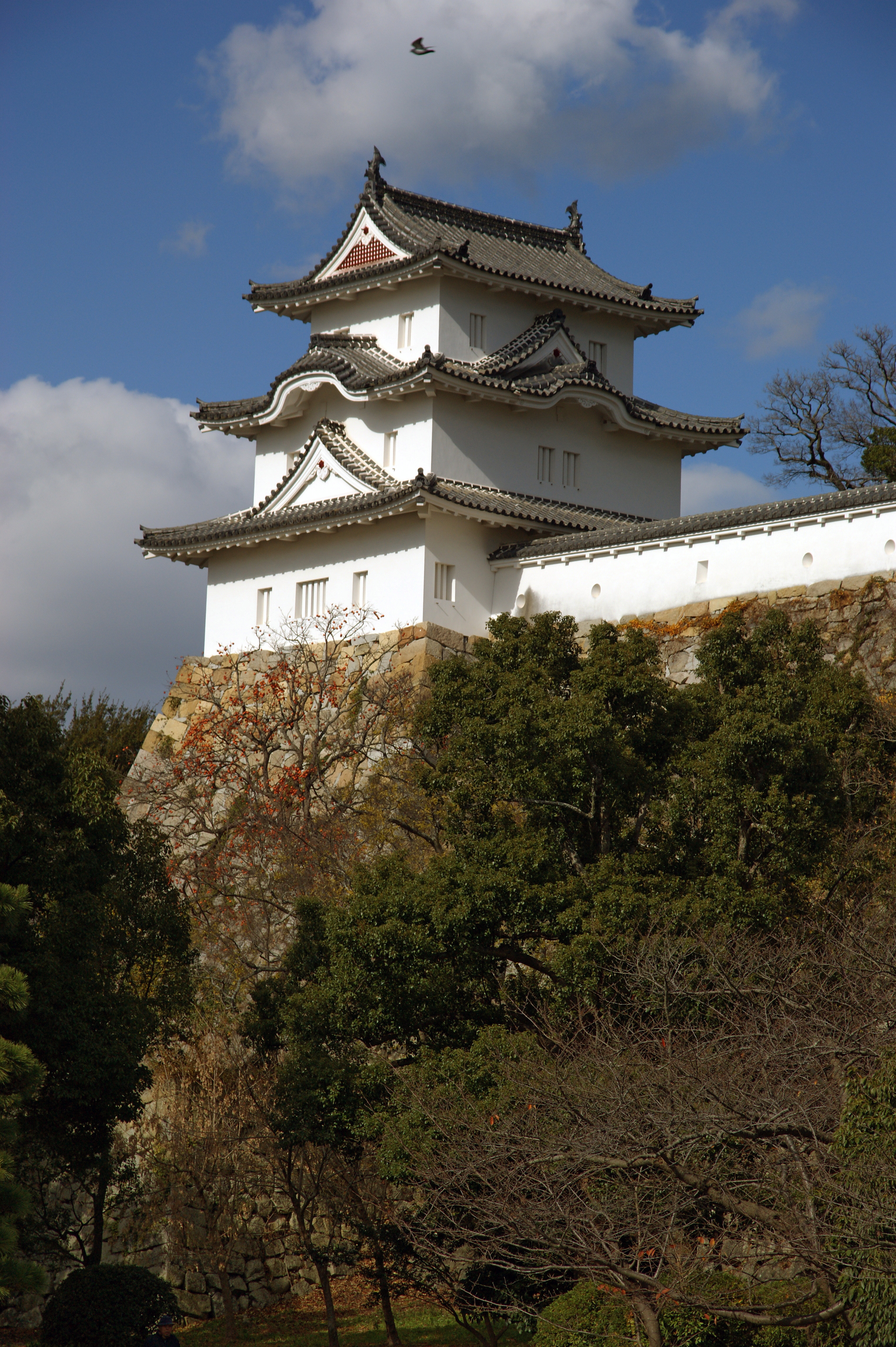
伏見城からの移築とされる坤櫓

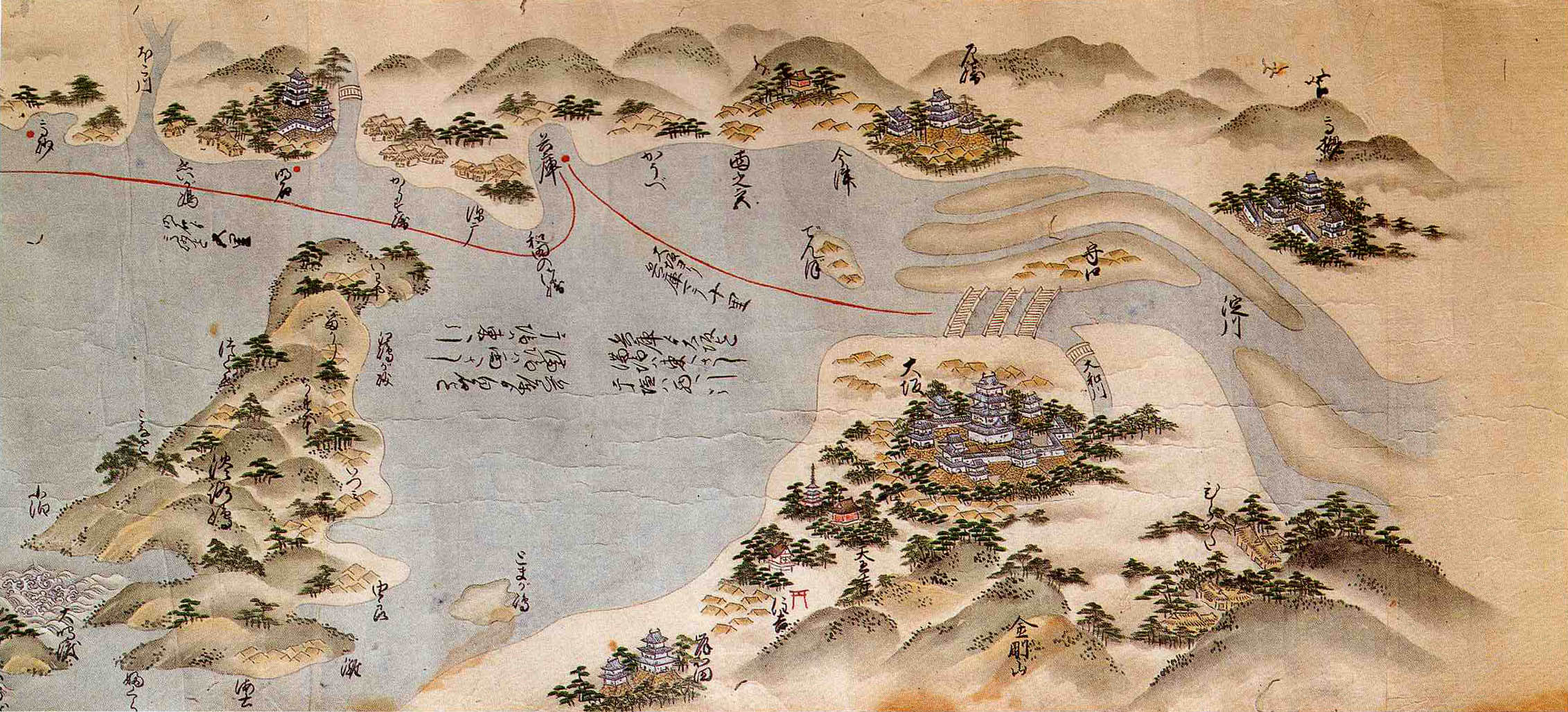
航路図（本絵図の左上部に明石城が描かれている）／神戸市立博物館蔵

と記されている。この文中にある「元和六年」とは「元和四年」の誤記ではないかと思われ、「本多美濃守殿」とは当時姫路城の城主であった本多忠政の事である。この『本田家記』によると、徳川秀忠より築城命令があり、本多忠政と小笠原忠真は相談しながら（忠政は忠真の義父にあたる）、築城から町割りまで行った。当初検討された地は三ヵ所、塩屋町（現在の神戸市垂水区塩屋町周辺）、かにが坂（現在の明石市和坂周辺）と人丸山（赤松山）が検討されたが、人丸山には大きな池があり城の防備に役立つとして人丸山に定まった。徳川秀忠は旗本の都筑為政、村上吉正、建部政長らを普請奉行として派遣し、築城費として銀一千貫を支給した。
人丸山の地の利を利用し、三木城、高砂城、枝吉城、船上城の木材を使用し着工され、坤櫓は伏見城、巽櫓は船上城の遺材が使用されたと伝えられている。また細川忠興書状には、忠興から忠真へ中津城天守を贈ったとあり、この部材も転用された。元和5年（1619年）正月から作事が始まり、元和6年（1620年）正月には小笠原忠真が船上城から移り住み、同年6月から城内の建物関係の工事が開始された。このとき天守は台石まで積まれたが、建てられなかった。
築城と並行して城下町の町割りも実施され、当時小笠原忠真の客分だった宮本武蔵が指導したと『赤石市中記』『播磨鑑』『播州明石記録』『小笠原忠真一代覚書』など各史書に記録されている。

### 歴代城主

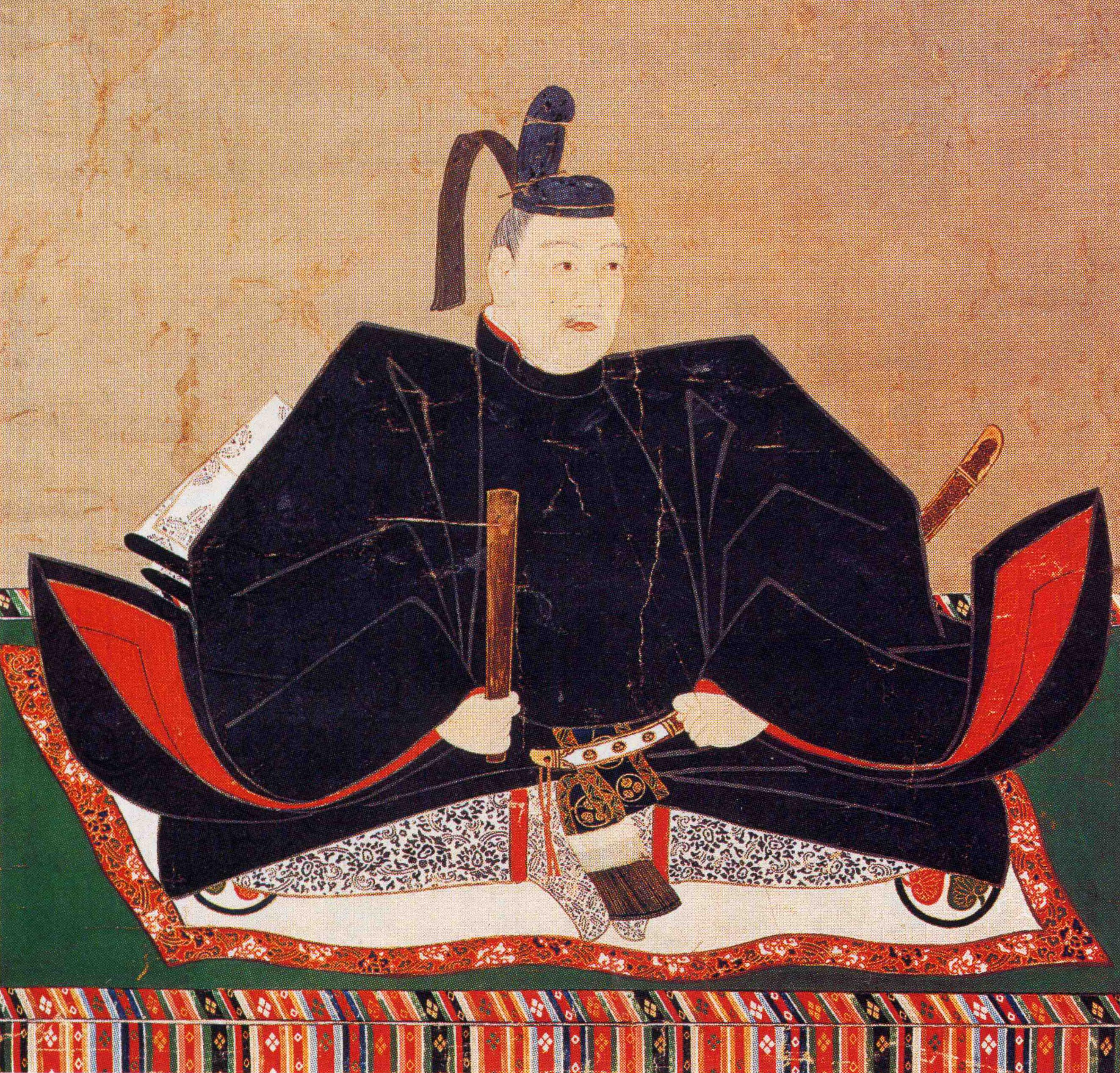
徳川秀忠像（松平西福寺蔵）

苦心して明石城を築城した小笠原忠真は、1632年（寛永9年）豊前小倉藩（小倉城）に転封となった。翌1633年（寛永10年）信濃松本藩より 松平庸直（戸田氏）が7万石で入城したが、急死したため松平光重が城主となった。しかしその松平光重も1639年（寛永16年） 美濃加納藩（加納城）に転封となると、大久保忠職が7万石で入城したが、1649年（慶安2年）までのわずか10年間で肥前唐津藩（唐津城）に転封する。
その後、丹波篠山藩より松平忠国が7万石で入城、その子・松平信之と共に名君として知られ、林崎掘割の用水路や一里塚の設置、海岸の防風林の造成、そして多くの新田の開発に努めた。文化人でもあったらしく城内十景を選んでこの時に「喜春城」の名を付けた。しかしその松平信之も、1679年（延宝7年）大和郡山藩（郡山城 (大和国)）に転封となると、代わりに郡山城にいた本多政利が6万石で入城する。しかし、領内を収める事ができず1682年（天和2年） 僅か3年後、苛政を責められ陸奥岩瀬藩に1万石に減知転封となり、その後改易になった。僅か50年の間に城主が目まぐるしく入れ替わったが、本多氏転封の後、越前家の松平直明が6万石で入城し、以後明治維新まで10代、189年間親藩として松平氏の居城となった。各城の遺材を集めて築城したせいか、老朽化が早く第2代藩主松平直常の1739年（元文4年）には大修築が行われた。最後の明石城主は松平直致で、1874年（明治7年） 廃城令により廃城となる。
17代にわたる歴代城主は、下記テンプレートの「戸田松平氏明石藩初代藩主 (1633-1634)」も参照。

### 近現代
- 1881年（明治14年） - 神戸相生小学校（現在の湊川小学校）の建築用材とするため、北東の艮櫓が解体された。
- 1883年（明治16年） - 明石町内の有志により整備され明石公園となる。
- 1898年（明治31年） - 皇室の御料地となる。
- 1901年（明治34年） - 巽櫓と坤櫓の修理が行われ、北西の乾櫓が解体された。また傷んでいた本丸や二の丸本丸土塀が取り壊された。
- 1918年（大正7年）4月15日 - 兵庫県が御料地を借り受け県立明石公園として開園した。
- 1995年（平成7年）1月17日 - 阪神・淡路大震災により石垣が崩れるなどの大きな被害を受ける[1]。
- 1999年（平成11年）約5年に及ぶ修復工事が完了。2棟の櫓を曳家で移動させ土台や石垣を修復後に櫓を元の位置に戻す。戻した後に軸組の補正や壁・屋根の修復を行った。同時に巽櫓と坤櫓を繋ぐ塀が復元された。
- 2003年（平成15年）三の丸に「武蔵の庭園」を整備し一般公開[2][3]。
- 2006年（平成18年）4月6日 - 日本100名城（58番）に選定された。
- 2014年（平成26年）10月8日から10月13日まで「明石城イルミネーションプロジェクト〜夜空に浮かぶ光の天守閣」が行われた[4][5]。
- 2018年（平成30年）5月9日　NHK『歴史秘話ヒストリア』309回「お城の国ニッポンを作った男 伝説の棟梁 中井正清」にて、江戸時代初期の大工頭中井正清考案の櫓建築法(統一規格を導入)を表す櫓として紹介された。
- 2019年（平成31年）：築城400年を迎えるにあたり櫓・塀の漆喰の塗り直し、樹木の伐採が行われた[6]。

## 城郭
本丸を中心に配し、東側に二の丸、その東に東の丸が配され、南側に三の丸、西側には稲荷郭が設けられた。本丸、二の丸、東の丸は明石城の主郭部分で、この部分の石垣、土塁、堀などの作事は徳川幕府が担当し、三の丸と町屋に関しては、小笠原氏と徳川幕府の共同事業として進められた。

天守は無いが本丸の四隅に三重櫓4基が設けられていた

### 櫓と門
|        | 本丸  | 東の丸 | 二の丸 | 稲荷曲輪 | 帯曲輪 | 北の曲輪 | 山里曲輪 | 三の丸 | 屋敷曲輪 | 計     |
| ------ | ----- | ------ | ------ | -------- | ------ | -------- | -------- | ------ | -------- | ------ |
| 三重櫓 | 4基   | なし   | なし   | なし     | なし   | なし     | なし     | なし   | なし     | 4基    |
| 二重櫓 | なし  | 1基    | 2基    | 2基      | 1基    | なし     | なし     | なし   | なし     | 6基    |
| 平櫓   | なし  | なし   | なし   | なし     | なし   | 3基      | 1基      | 6基    | なし     | 10基   |
| 門     | 2箇所 | 2箇所  | 2箇所  | 3箇所    | 4箇所  | 2箇所    | 2箇所    | 5箇所  | 6箇所    | 27箇所 |

- 櫓合計：20基
- 門合計：27棟

本丸の西南にある天守台上面の広さは約152坪（東西約25m南北約20m）ある。広さから推察すると5重規模相当の天守が築かれる予定だったが、天守は建設されず、四隅に巽櫓、坤櫓、乾櫓、艮櫓が建設された。『日本城郭大系』によると「坤櫓が天守の代用となっている」とされている。4基のうち南側の2棟、すなわち巽櫓（たつみやぐら、南東側）、坤櫓（ひつじさるやぐら、南西側）が現存し国の重要文化財に指定されている。巽櫓・坤櫓の棟（破風）の方向は異なっている。西側は明石川を自然の外堀とし、南側は運河を掘って港を兼ねた外堀（現在の明石港）とした。北側は鴻の池（剛の池）と自然林、谷筋で防備を固めた。
坤櫓
桁行6間、梁間5間、高さ7間2尺9寸。入母屋根造で妻部は南北に向く。昭和57年の改修工事で他城から移築されたと分かった。
巽櫓
桁行5間、梁間4間、高さ7間1寸。入母屋造で妻部は東西に向く。

### 居館
藩主の居館は本丸にあり3階建ての立派な建物で、部屋には名前や画風から長谷川等伯の弟子と考えられる長谷川等仁の手になる、襖絵「花鳥山水図」が飾られていた。現存するのは、晩冬から春の前兆を描いた二曲屏風六隻・全12面だが、本来は夏から秋にかけての花鳥山水図が対で存在し、四季花鳥図を構成していたものと推定される。この居館は1631年（寛永8年）に失火し焼失してしまったが、襖絵の一部は遺物として残り、大坂の蔵屋敷に運び出されて幕末まで伝えられた。この時までは六曲一双の屏風絵だったが、明治になって12幅の掛軸に、さらに現状と同じように改装された。その後、1959年（昭和34年）に右から2番目から4番目に当たる三隻が売りに出され、2,3番目はアメリカ人、4番目はフランス人外交官の手に渡った。その3年後フリーア美術館が残り三隻を入手した。1996年（平成8年）サザビーズにアメリカ人から電話があり、これを受けてサザビーズがフランスにある物も突き止めて、三隻揃ってオークションにかけられた。これが日本人コレクターに競り落とされて里帰りし、現在は愛媛県美術館に寄託されている。

### 庭園

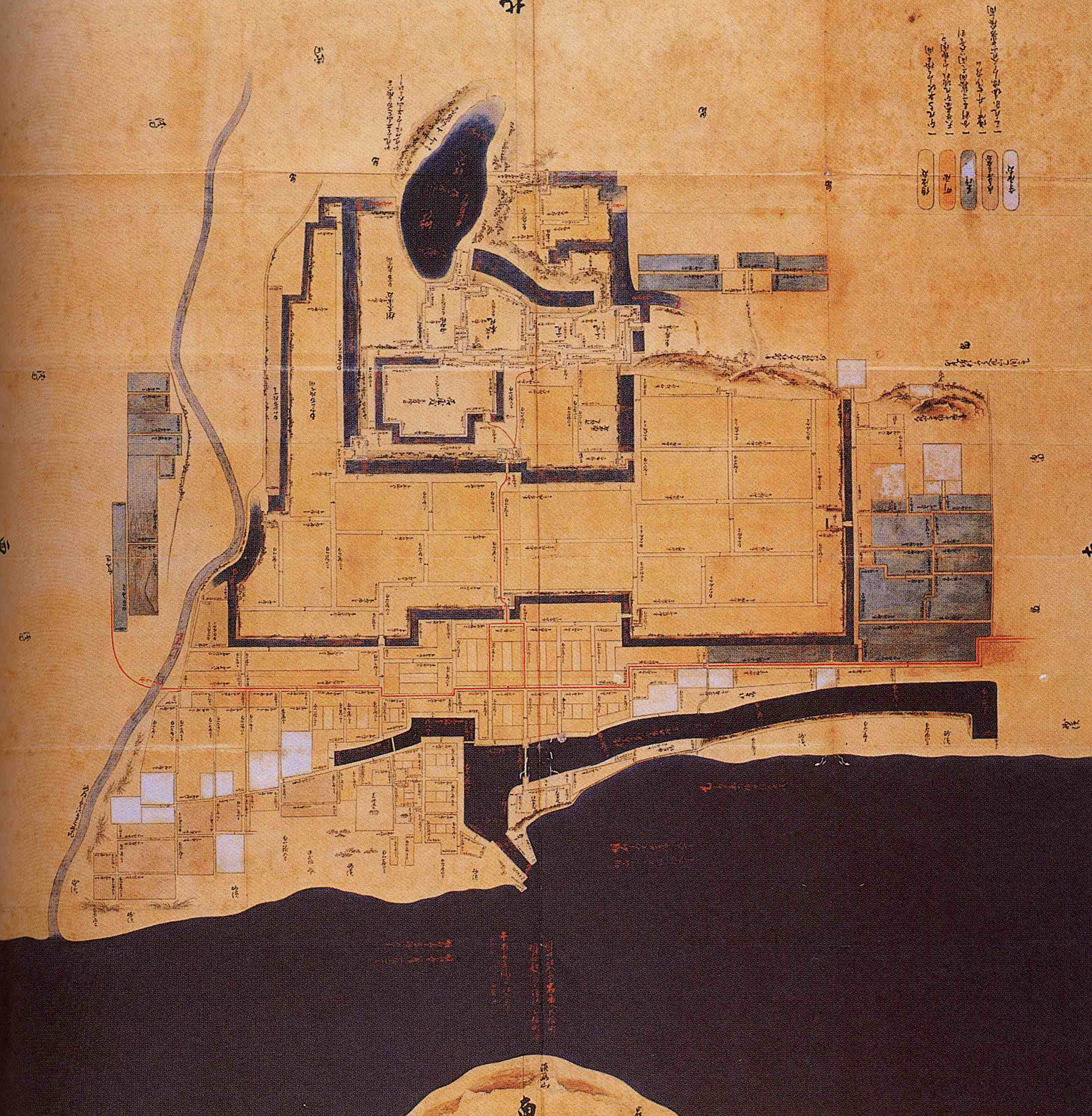
播磨国明石城絵図（国立公文書館内閣文庫所蔵）

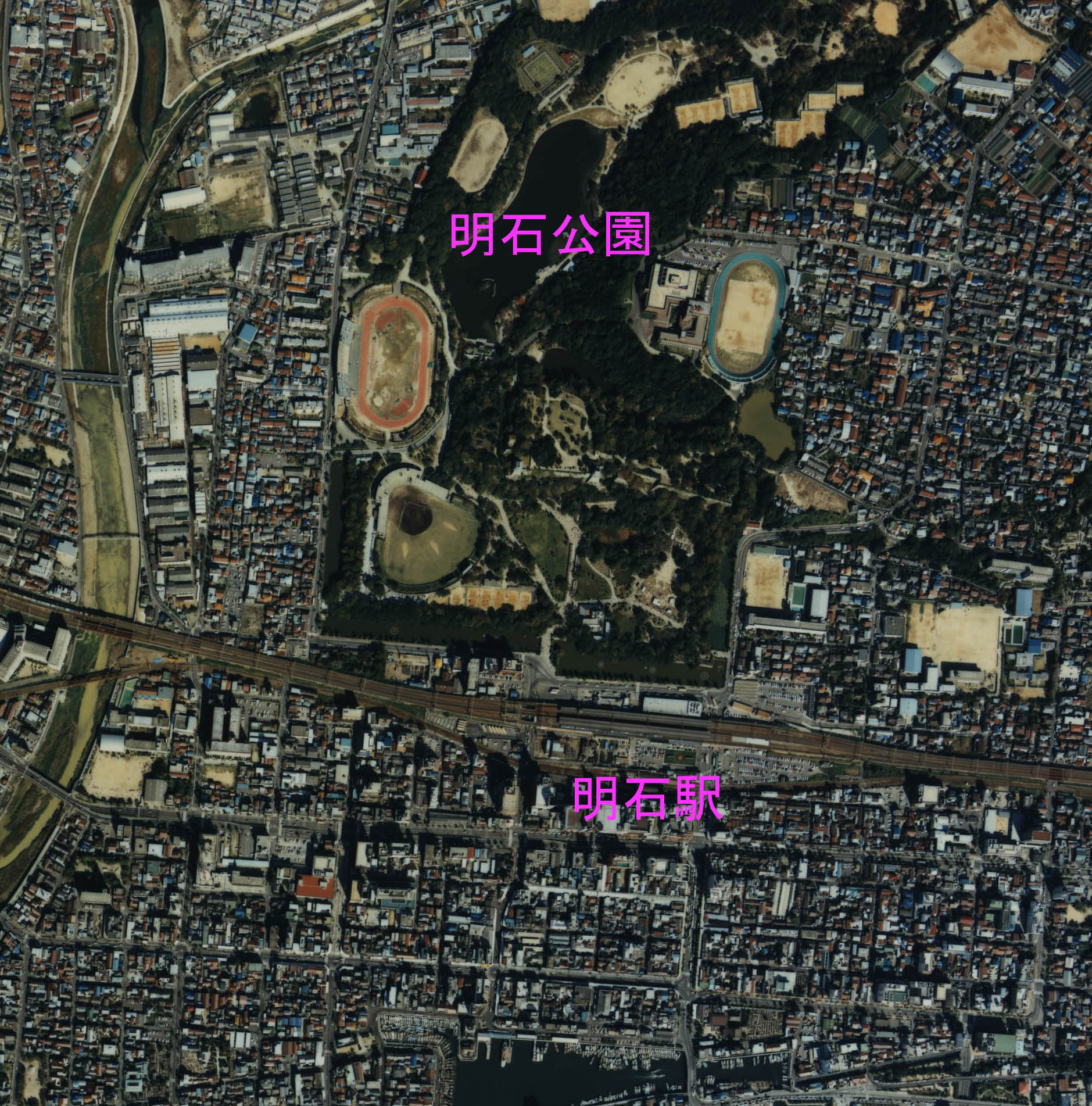
明石城推定地

現在、陸上競技場がある区域に宮本武蔵が設計した「樹木屋敷」があった。

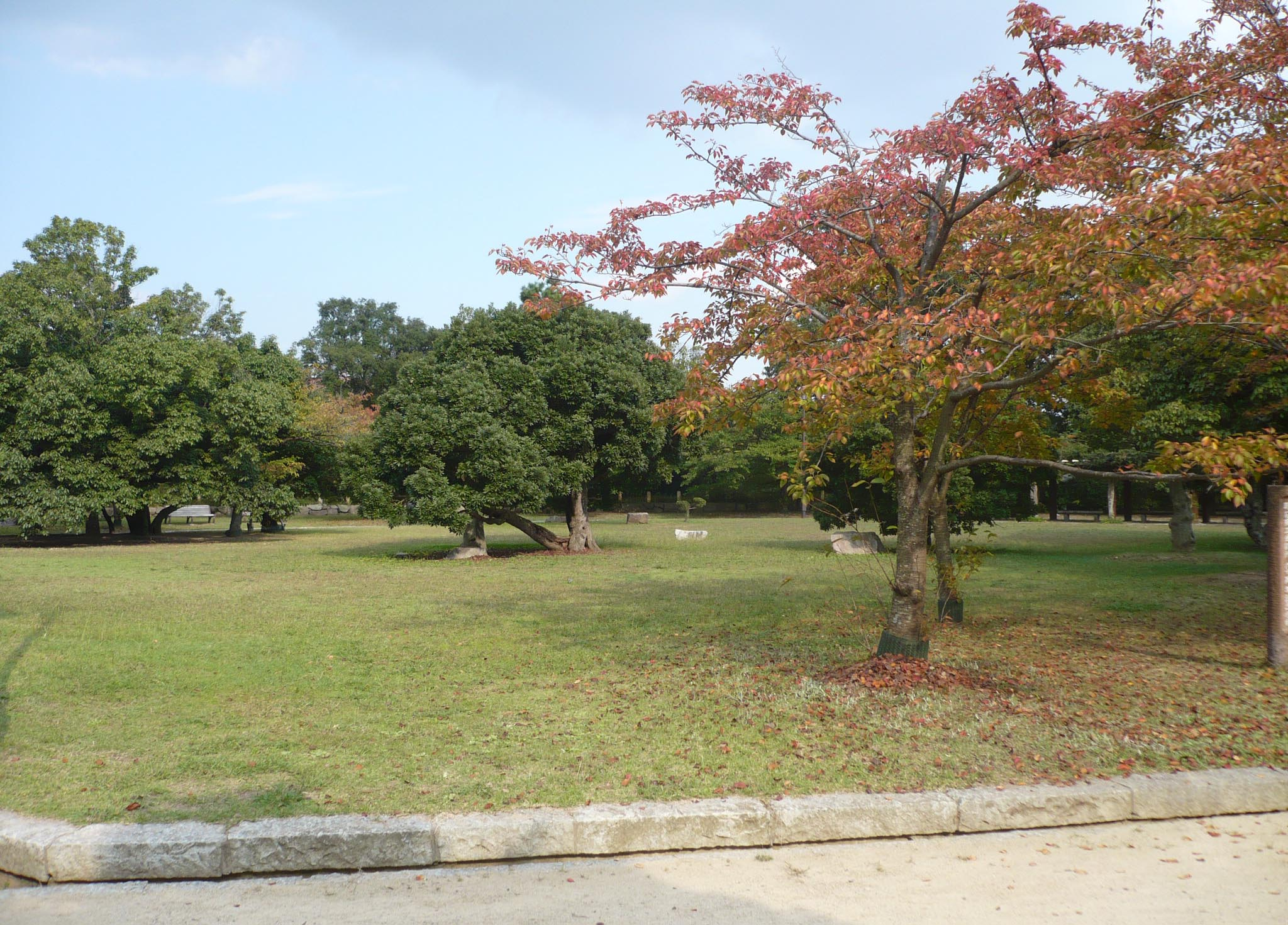
本丸
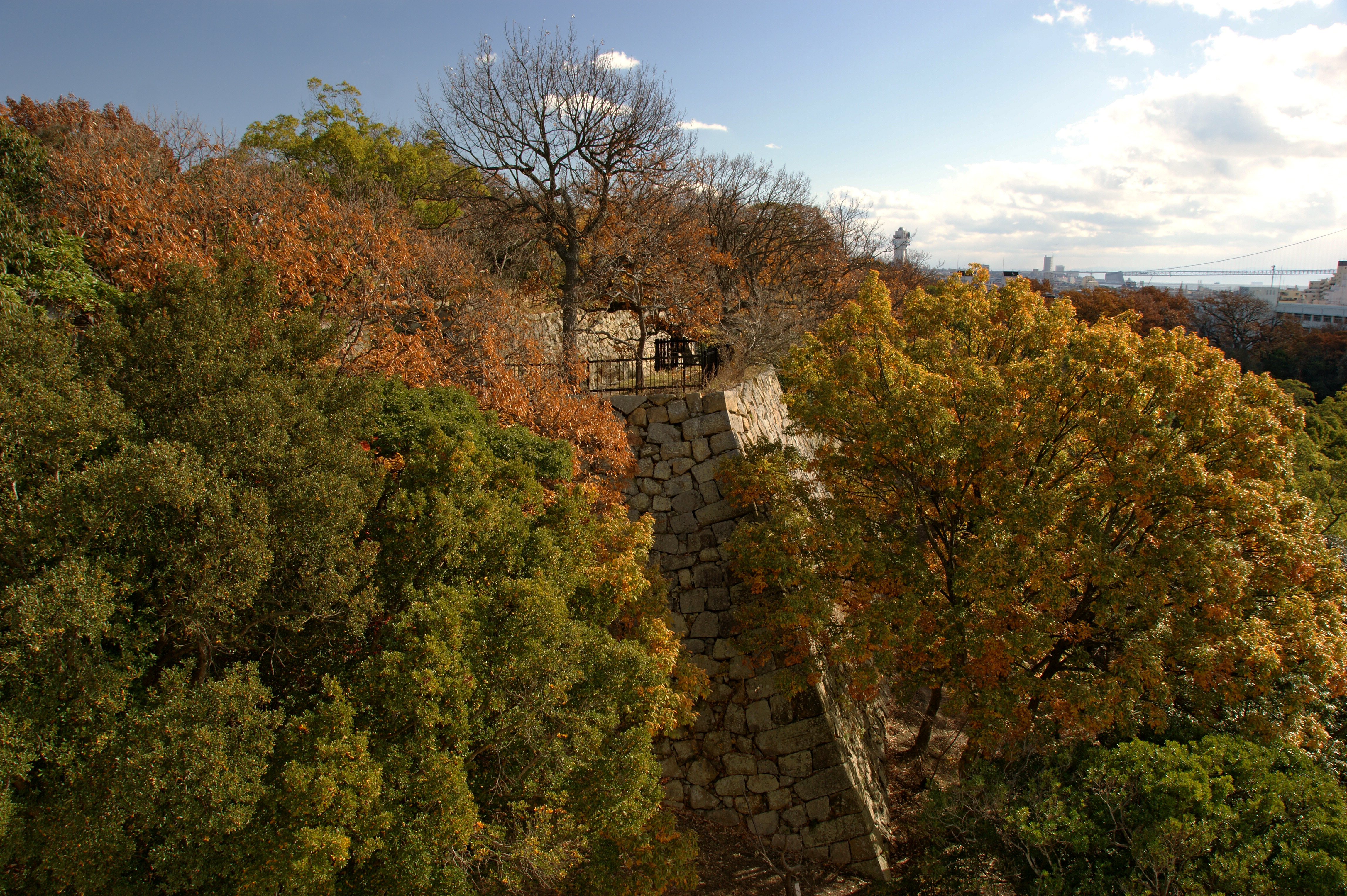
二ノ丸
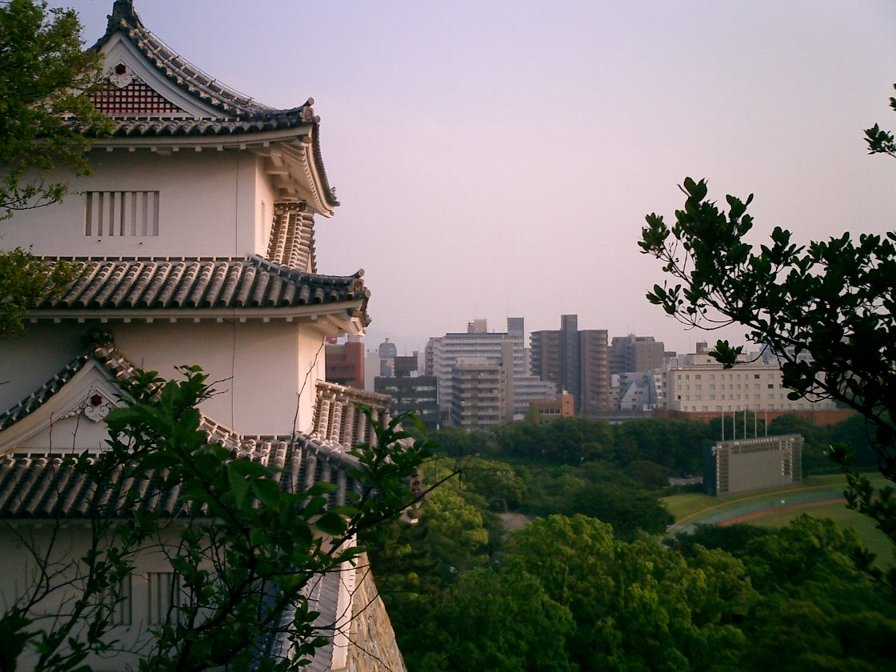
坤櫓
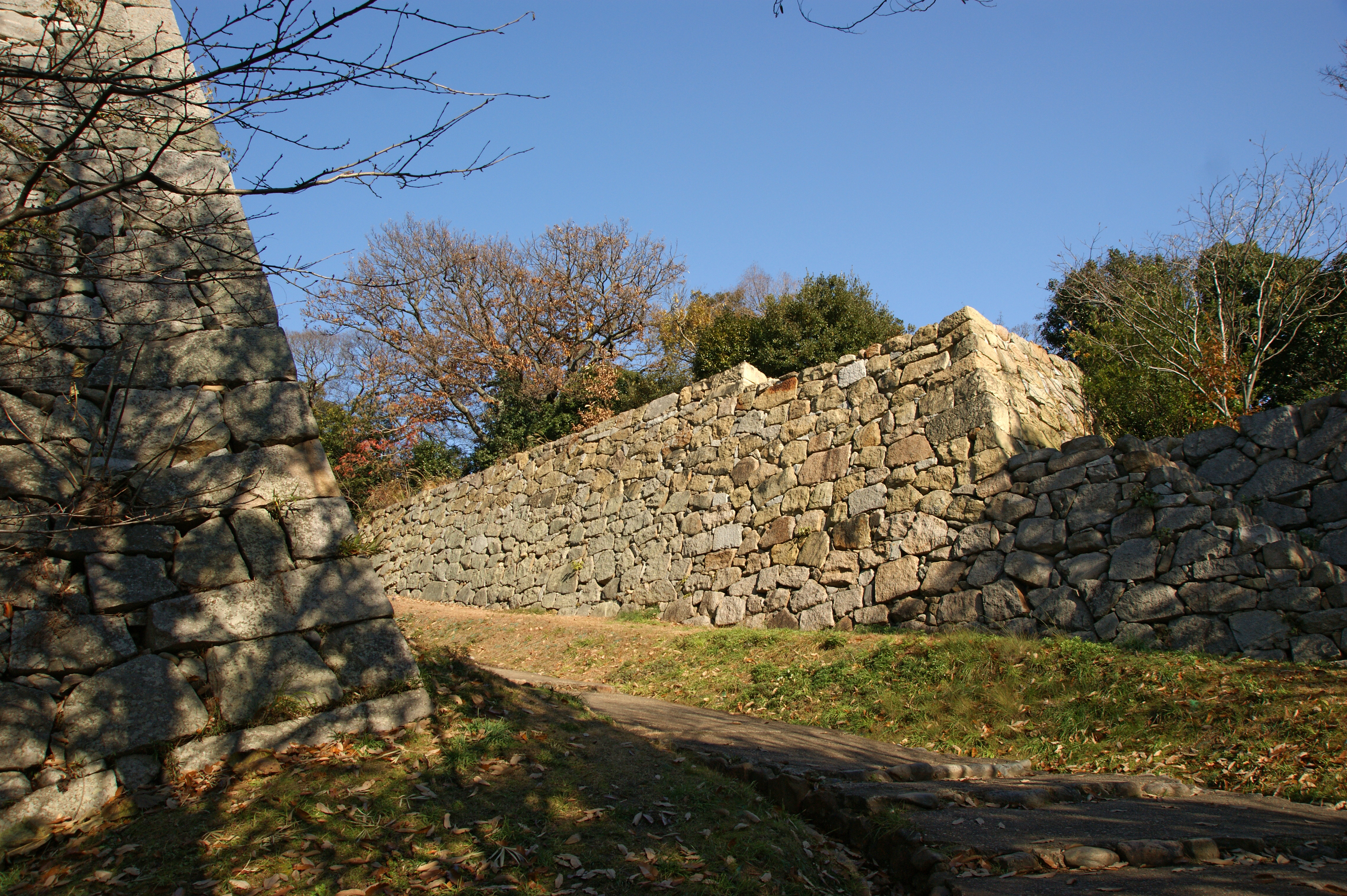
二ノ丸登城路
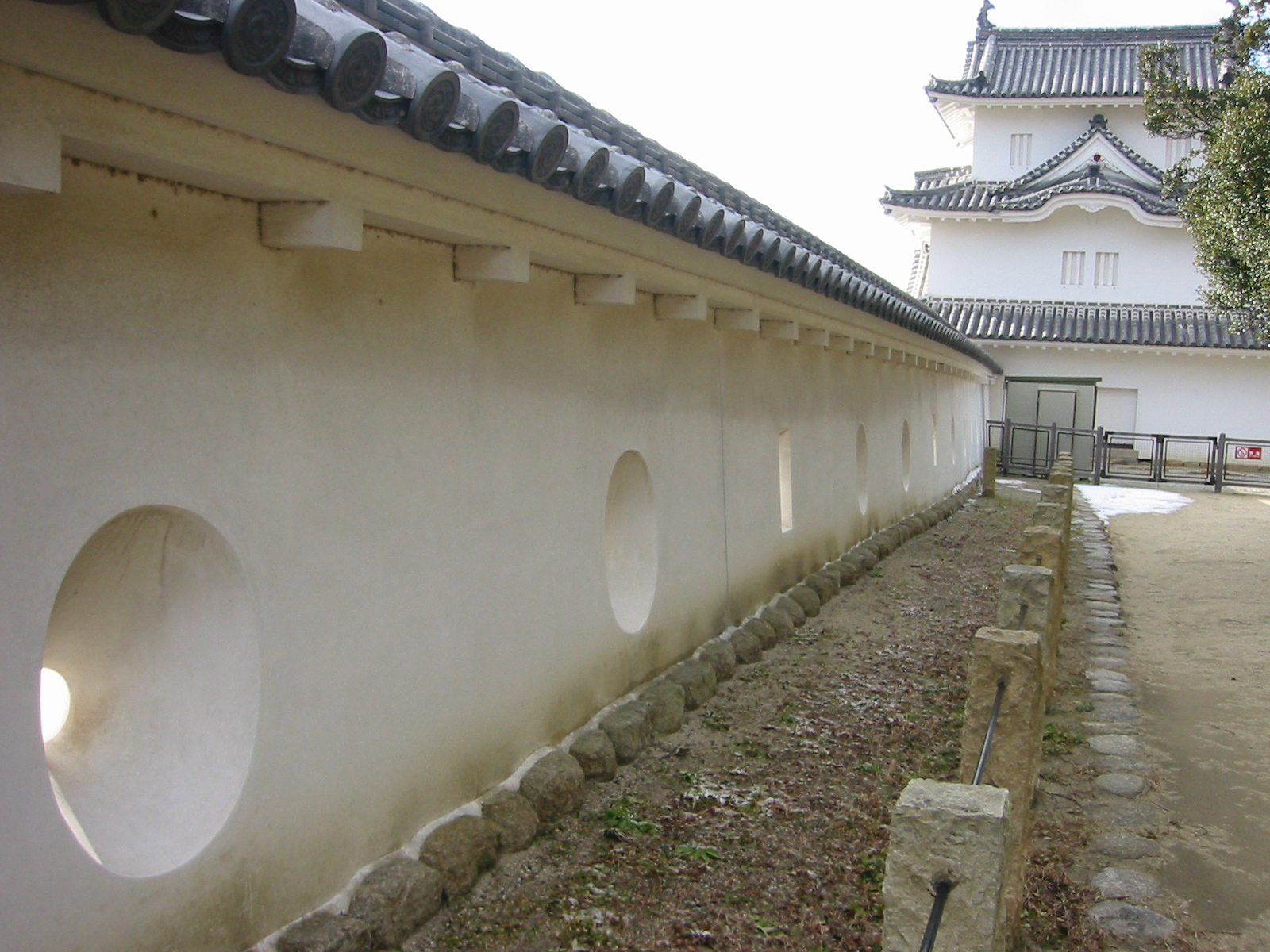
帯郭と坤櫓
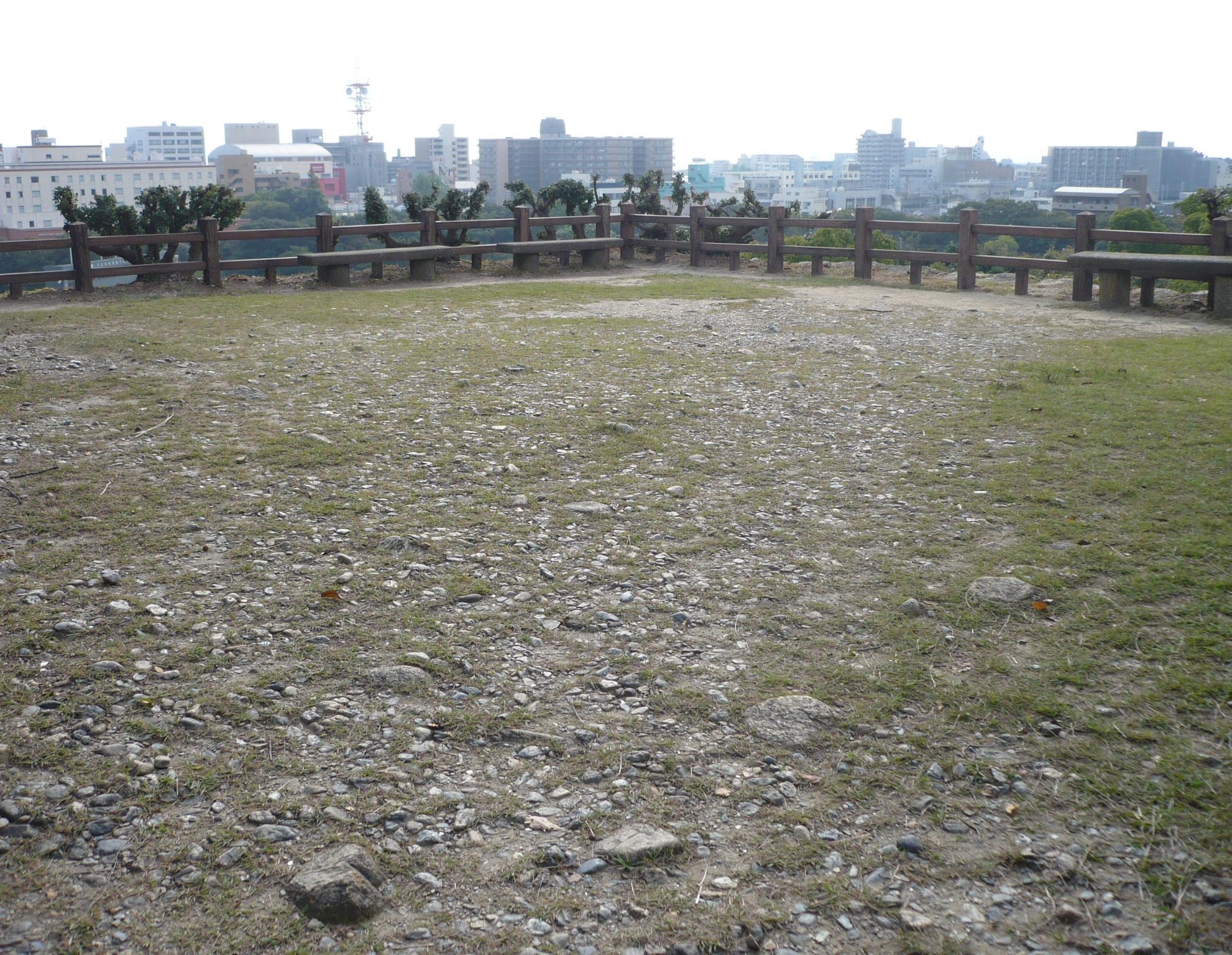
天守台跡
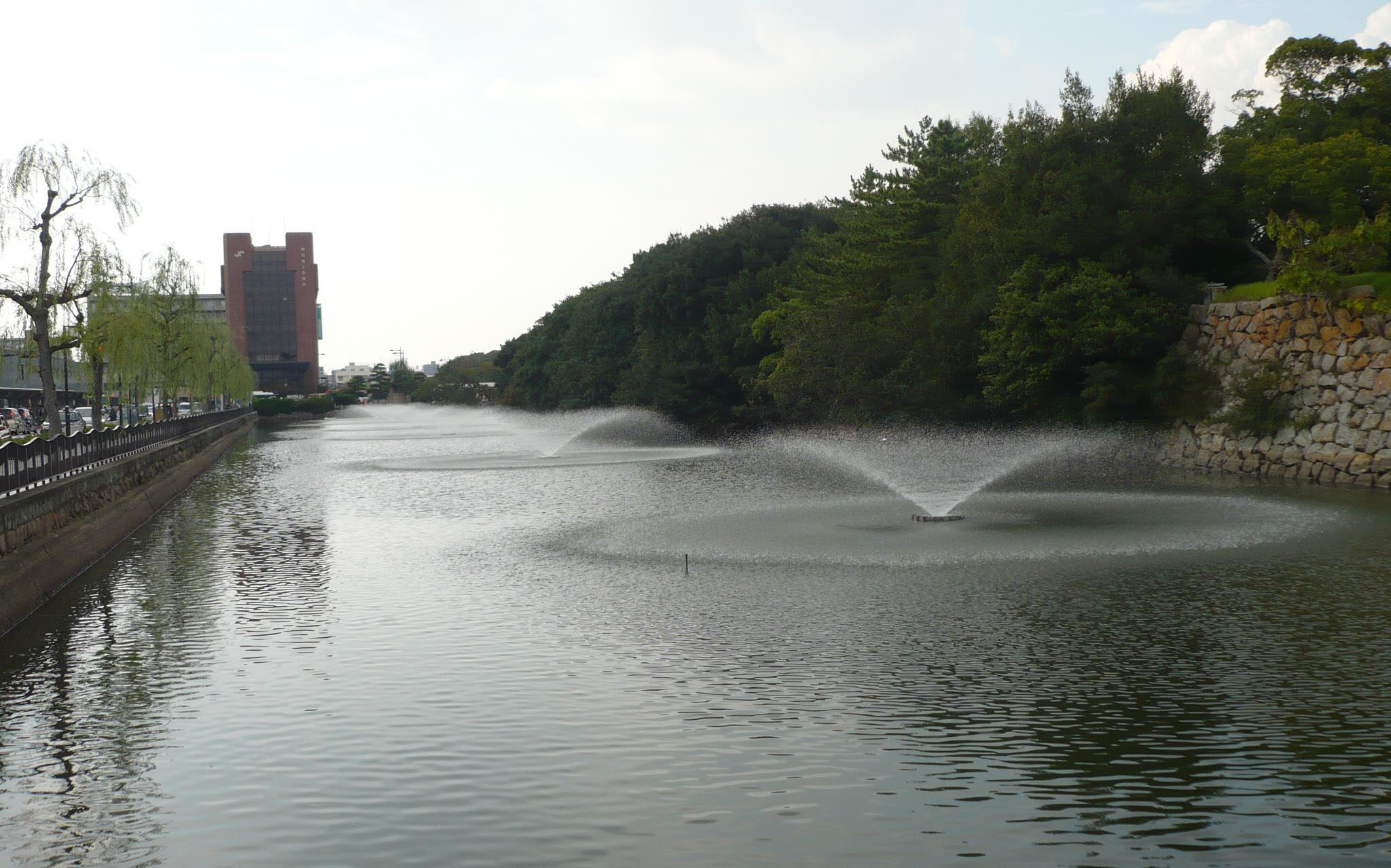
堀
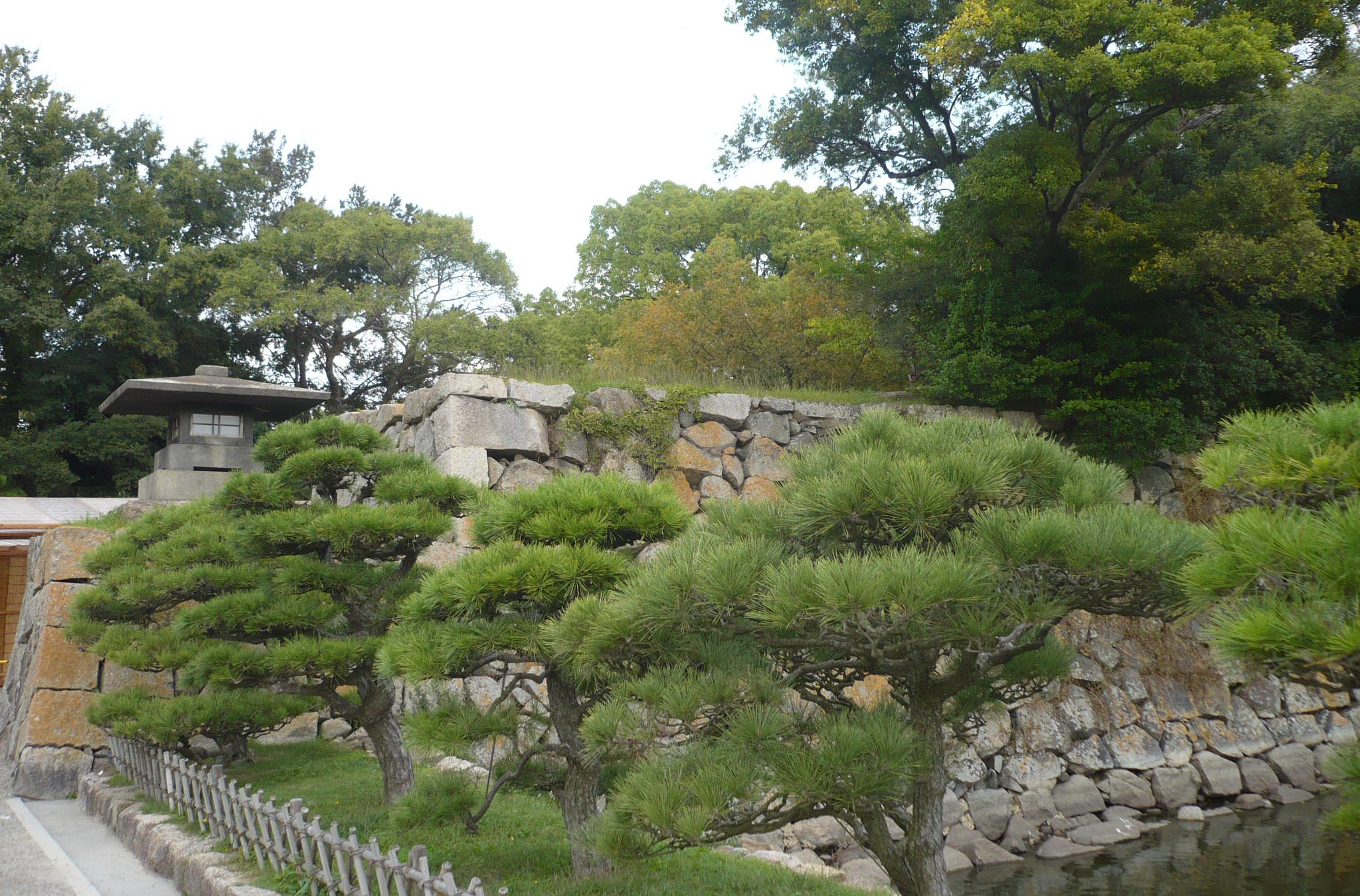
大手虎口跡
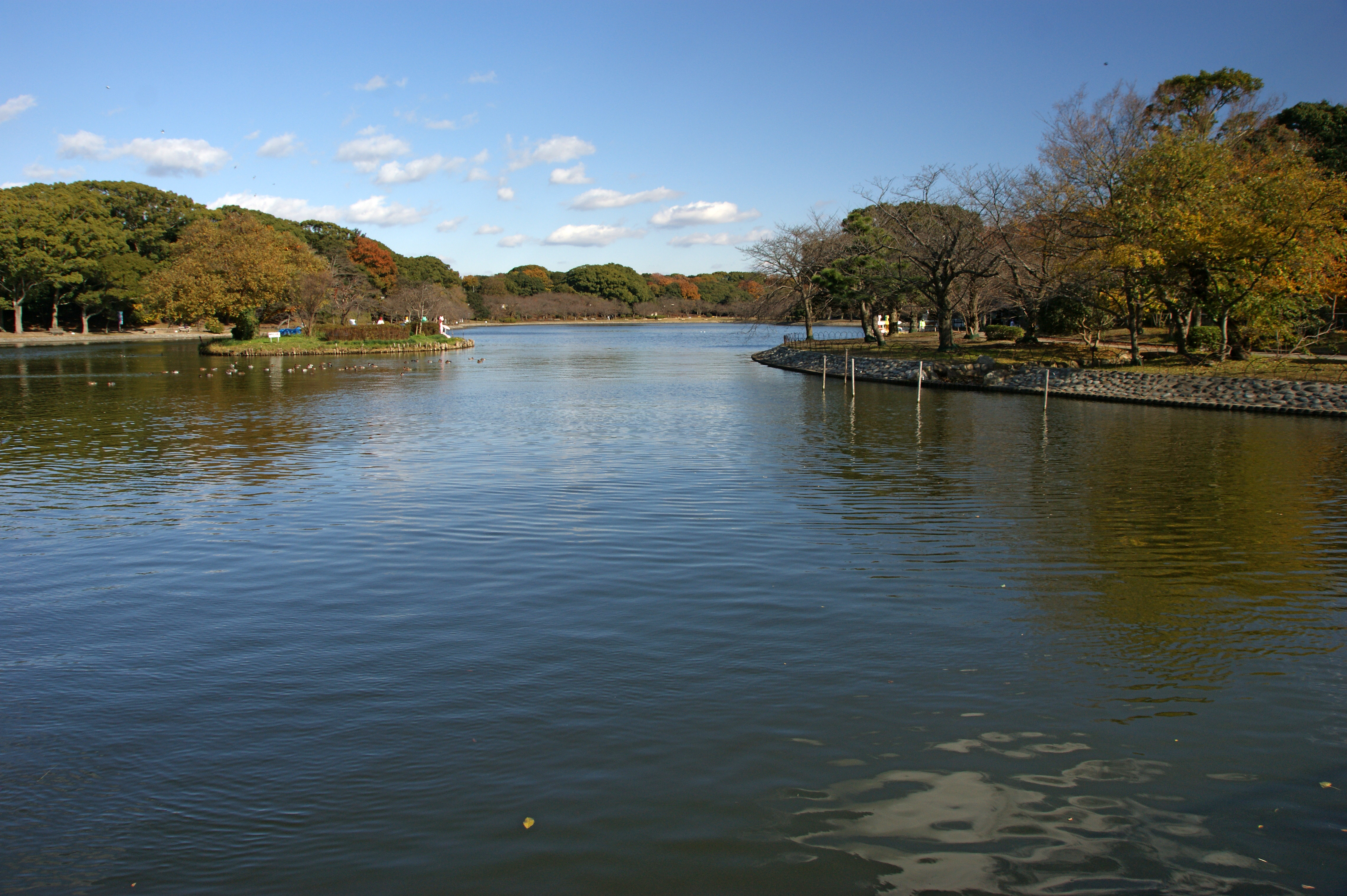
剛の池

### 文化財
- 重要文化財
  - 1957年（昭和32年）6月18日、巽櫓・坤櫓が国の重要文化財に指定。
- 史跡
  - 2004年（平成16年）9月30日、城跡が国の史跡に指定。

### 周辺情報
- 織田家長屋門（元船上城長屋門。明石市指定文化財）家老職、織田家一族の末裔である。尾張藩家老も一族、一族には天童、柏原藩藩主や（高家）旗本を勤めた者もいる。また、一部には一族ながら家来筋になり津田姓を名乗った者もいる。

- 月照寺山門（伏見城廃城時に伏見城薬医門を明石城切手門として移築、さらに明治廃城時に月照寺へ移築。明石市指定文化財）

## 櫓見学と交通
巽櫓は春期（3月～5月）の土日祝限定、坤櫓は秋期（9月～11月）の土日祝限定で1階のみ無料で公開される。天候によって中止されることもある。なお、以前は坤櫓は奇数月、巽櫓は偶数月に一般公開されていた。
- 電車でのアクセス 
  - JR西日本　神戸線　明石駅
  - 山陽電気鉄道　本線　山陽明石駅
    - 徒歩約10分
- 車でのアクセス 
  - 第二神明道路　大蔵谷インターチェンジ　→　兵庫県道21号　→　兵庫県道52号　→　国道2号
  - 周辺に有料駐車場多数有